# Zincorinmanita-(Zn)
La zincorinmanita-(Zn) és un mineral de la classe dels òxids que pertany al grup de la rinmanita. Rep el nom per ser l'anàleg de zinc de la rinmanita. Fins el mes d’agost de 2024 s'anomenava simplement rinmanita-(Zn), canviant el nom a l'actual degut als canvis aprovats per l'Associació Mineralògica Internacional a l'aprovar-se el nou supergrup de la nolanita.

## Característiques
La zincorinmanita-(Zn) és un òxid de fórmula química Zn₂Sb₂(Fe³⁺₄Zn₂)O₁₄(OH)₂. Va ser aprovada com a espècie vàlida per l'Associació Mineralògica Internacional en el mes de febrer de l'any 2024, i encara resta pendent de publicació. Cristal·litza en el sistema hexagonal.
L'exemplar que va servir per a determinar l'espècie, el que es coneix com a material tipus, es troba conservat a les col·leccions del Museu Mineralògic Fersmann, de l'Acadèmia de Ciències de Rússia, a Moscou (Rússia), amb el número de registre: 6059/1.

## Formació i jaciments
Va ser descoberta a uns 4,5 km al nord-oest del poble de Nejílovo, i 2 km a l'oest-sud-oest de la ciutat de Veles, dins la municipalitat de Txaixka (Macedònia del Nord). Aquest indret és l'únic de tot el planeta on ha estat descrita aquesta espècie mineral.